# Mitsuha Ashitaba
Mitsuha Ashitaba (jap. 明日葉 みつは Ashitaba Mitsuha) – japońska aktorka AV grająca w filmach dla dorosłych, należy do T-Powers, jest także ekskluzywną aktorką studia S1.

## Życiorys
11 lipca 2023 roku zadebiutowała jako ekskluzywna aktorka S1 w filmie dla dorosłych „新人NO.1 STYLE 明日葉みつはAVDebut”.
17 listopada i 15 grudnia 2023 roku pojawiła się w wieczornym programie rozrywkowym Tsuki to Mogura emitowanym w TV Tokyo.
21 stycznia 2024 roku premierę miał jej pierwszy film VR, w którym wystąpiła. 22 marca po raz kolejny wzięła udział w programie Tsuki to Mogura. W lipcu zajęła 5. miejsce w cotygodniowym rankingu AV FANZA.
W rankingu sprzedaży wysyłkowej FANZA za tydzień rozpoczynający się 4 listopada 2024 roku film „S1 PRECIOUS GIRLS 2024 オールスター24名大集合ハーレムアイランドSpecial”, w którym wystąpiła, po raz pierwszy zajął pierwsze miejsce. Ten sam film był numerem 1 w tygodniu rozpoczynającym się 11 listopada, a wersja DVD zajęła 3. miejsce.

## Filmografia

### Filmy dla dorosłych
| #    | Data            | Tytuł | Kod wideo | Producent | Uwagi | Przy.  |
| 2023 |                 | |           |           | |        |
| 1    | 11 lipca        | 新人NO.1 STYLE 明日葉みつはAVDebut | SSIS-818  | S1        | Debiut AV, dystrybucja rozpoczęła się 7 lipca                                                                   | [ 3 ]  |
| 2    | 8 sierpnia      | 人生初の大量潮吹き 明日葉みつは 初挑戦3本番 | SSIS-833  | S1        | Dystrybucja rozpoczęła się 4 sierpnia                                                                           | [ 11 ] |
| 3    | 10 października | 激イキ162回！痙攣4480回！イキ潮1630cc！エロス覚醒 はじめての大・痙・攣スペシャル 明日葉みつは                                                                    | SSIS-906  | S1        | Dystrybucja rozpoczęła się 6 października                                                                       | [ 12 ] |
| 4    | 14 listopada    | 交わる体液、濃密セックス 完全ノーカットスペシャル 明日葉みつは                                                                                                   | SSIS-868  | S1        | Dystrybucja rozpoczęła się 10 listopada                                                                         | [ 13 ] |
| 5    | 12 grudnia      | 毎日オナニーするほど性欲の強い明日葉みつはが30日間の禁欲を経て… 本能のままに男に跨り、腰振り、自イキする嘘偽りない禁欲騎乗位エクスタシー                         | SSIS-943  | S1        | Dystrybucja rozpoczęła się 8 grudnia                                                                            | [ 14 ] |
| 2024 |                 | |           |           | |        |
| 6    | 9 stycznia      | 上京して3年半で初めて知った未知の快感… 1ヶ月媚薬を仕込まれ身体中が火照りおかしくなっちゃうようなキメセク大絶頂 明日葉みつは                                      | SONE-019  | S1        | Dystrybucja rozpoczęła się 5 stycznia                                                                           | [ 15 ] |
| 7    | 13 lutego       | 相部屋NTR 東北から上京してきた純朴新入社員が絶倫上司に仕組まれ朝から晩まで浮気セックスでイカされ続けた出張先の夜 明日葉みつは                                    | SONE-061  | S1        | Dystrybucja rozpoczęła się 9 lutego                                                                             | [ 16 ] |
| 8    | 12 marca        | SEXの天才 明日葉みつはが底なしの性欲を満たす為のプライベート絶倫温泉旅行ドキュメント                                                                             | SONE-107  | S1        | Dystrybucja rozpoczęła się 8 marca                                                                              | [ 17 ] |
| 9    | 9 kwietnia      | 長身美脚お姉さんがえっぐい馬乗りでヌキまくってくれる 騎乗位メンズエステ                                                                                          | SONE-143  | S1        | Dystrybucja rozpoczęła się 5 kwietnia                                                                           | [ 18 ] |
| 10   | 14 maja         | あなたの五感をフルで刺激する 圧倒的美顔の舐め犯し接吻痴女 明日葉みつは                                                                                           | SONE-186  | S1        | Dystrybucja rozpoczęła się 10 maja                                                                              | [ 19 ] |
| 11   | 11 czerwca      | 極美女CAになった幼馴染に再会、驚き、興奮からの1泊2日で痴女られデート                                                                                             | SONE-120  | S1        | Dystrybucja rozpoczęła się 7 czerwca                                                                            | [ 20 ] |
| 12   | 9 lipca         | 絶倫男10人と禁欲女の7時間ハメっぱなしマシンガン大乱交 | SONE-252  | S1        | Dystrybucja rozpoczęła się 5 lipca                                                                              | [ 21 ] |
| 13   | 13 sierpnia     | 職場の飲み会で酔って目を覚ましたら受付嬢“みつは”ちゃんと2人きり…清楚なのにムラムラ全開で求愛行動された俺は理性も彼女も忘れて朝まで何度も浮気SEXをしてしまった…。 | SONE-294  | S1        | Dystrybucja rozpoczęła się 9 sierpnia                                                                           | [ 22 ] |
| 14   | 10 września     | 高身長ボディが感じ過ぎて宙に浮く程くねて跳ねるのけ反り媚薬漬けオイルマッサージ                                                                                   | SONE-343  | S1        | Dystrybucja rozpoczęła się 6 września                                                                           | [ 23 ] |
| 15   | 8 października  | 男子生徒を発情ザルに変えた超絶プロポーション女教師の究極美脚 | SONE-388  | S1        | Dystrybucja rozpoczęła się 4 października                                                                       | [ 24 ] |
| 16   | 29 października | 明日葉みつは 初ベスト 透明感ある絹肌 身長175cmのモデル体型 最新12タイトル12時間スペシャル                                                                        | OFJE-460  | S1        | 12-godzinne wydanie specjalne, dystrybucja rozpoczęła się 25 października                                       | [ 25 ] |
| 17   | 12 listopada    | 優しくて自慢の長身彼女が水泳部顧問の性指導で寝取られた。 | SONE-439  | S1        | Dystrybucja rozpoczęła się 8 listopada                                                                          | [ 26 ] |
| 18   | 10 grudnia      | S1 PRECIOUS GIRLS 2024 オールスター24名大集合ハーレムアイランドSpecial                                                                                           | SONE-560  | S1        | Wydanie specjalne z okazji 20. rocznicy S1, w filmie wystąpiły 24 aktorki, dystrybucja rozpoczęła się 6 grudnia | [ 27 ] |
| 19   | 10 grudnia      | 清楚女子アナウンサーがホームレス集団を取材中に異臭ただよう寝床に拉致られ美人に飢えた連撃１０発バコバコ!!                                                         | SONE-481  | S1        | Dystrybucja rozpoczęła się 6 grudnia                                                                            | [ 28 ] |

### Filmy dla dorosłychVR
| #    | Data        | Tytuł | Kod wideo | Producent | Uwagi                           | Przy.  |
| 2024 |             | |           |           |                                 |        |
| 1    | 21 stycznia | VR No.1STYLE 明日葉みつは 解禁 キス、騎乗位、感度全てがエロいSEXの天才新星と夢の性交体験                                                                   | SIVR-313  | S1        | Pierwszy film VR z jej udziałem | [ 6 ]  |
| 2    | 11 lipca    | スレンダー美人の新入社員“明日葉さん”と相部屋…ニヤニヤ顔で優し～く見下ろされて小悪魔淫語・ベロキス・顔面舐め回し朝が訪れるまで痴女られまくったほろ酔い逆NTR | SONE-252  | S1        | 8KVR                            | [ 29 ] |

### Inne
| #    | Data        | Tytuł                                 | Kod wideo | Producent  | Uwagi                                               | Przy.  |
| 2023 |             |                                       |           |            |                                                     |        |
| 1    | 26 września | ALL NUDE 明日葉みつは                 | OAE-237   | Aircontrol | Obraz wideo, dystrybucja rozpoczęła się 22 września | [ 30 ] |
| 2024 |             |                                       |           |            |                                                     |        |
| 2    | 18 stycznia | Mituha Stylish tomorrow・明日葉みつは | REBD-812  | REbecca    | Obraz wideo                                         | [ 31 ] |

## Publikacje

### Fotoksiążka
| #    | Data         | Tytuł                               | Numer książki       | Informacje                     | Uwagi                    | Przy.  |
| 2023 |              |                                     |                     |                                |                          |        |
| 1    | 11 listopada | 明日葉みつは1st写真集『クローバー』 | ISBN 978-4823605567 | Autor: LUCKMAN Wydawca: G.O.T. | Jej pierwsza fotoksiążka | [ 32 ] |

### Cyfrowa fotoksiążka
| #    | Data       | Tytuł                                                                                      | Informacje        | Uwagi                            | Przy.  |
| 2024 |            |                                                                                            |                   |                                  |        |
| 1    | 19 lipca   | ＃Escape 明日葉みつは                                                                      | Wydawca: GOT      | Jej pierwsza cyfrowa fotoksiążka | [ 33 ] |
| 2    | 31 lipca   | 明日葉みつは 立入禁止～昼下がりの海辺～ 週刊現代デジタル写真集【プレミアムヌードシリーズ】 | Wydawca: Kōdansha |                                  | [ 34 ] |
| 3    | 5 września | スペシャル企画 全裸ｄｅサンバ！ ２ｎｄ ｓｅａｓｏｎ ＦＲＩＤＡＹデジタル写真集             | Wydawca: Kōdansha |                                  | [ 35 ] |